# Formule 3

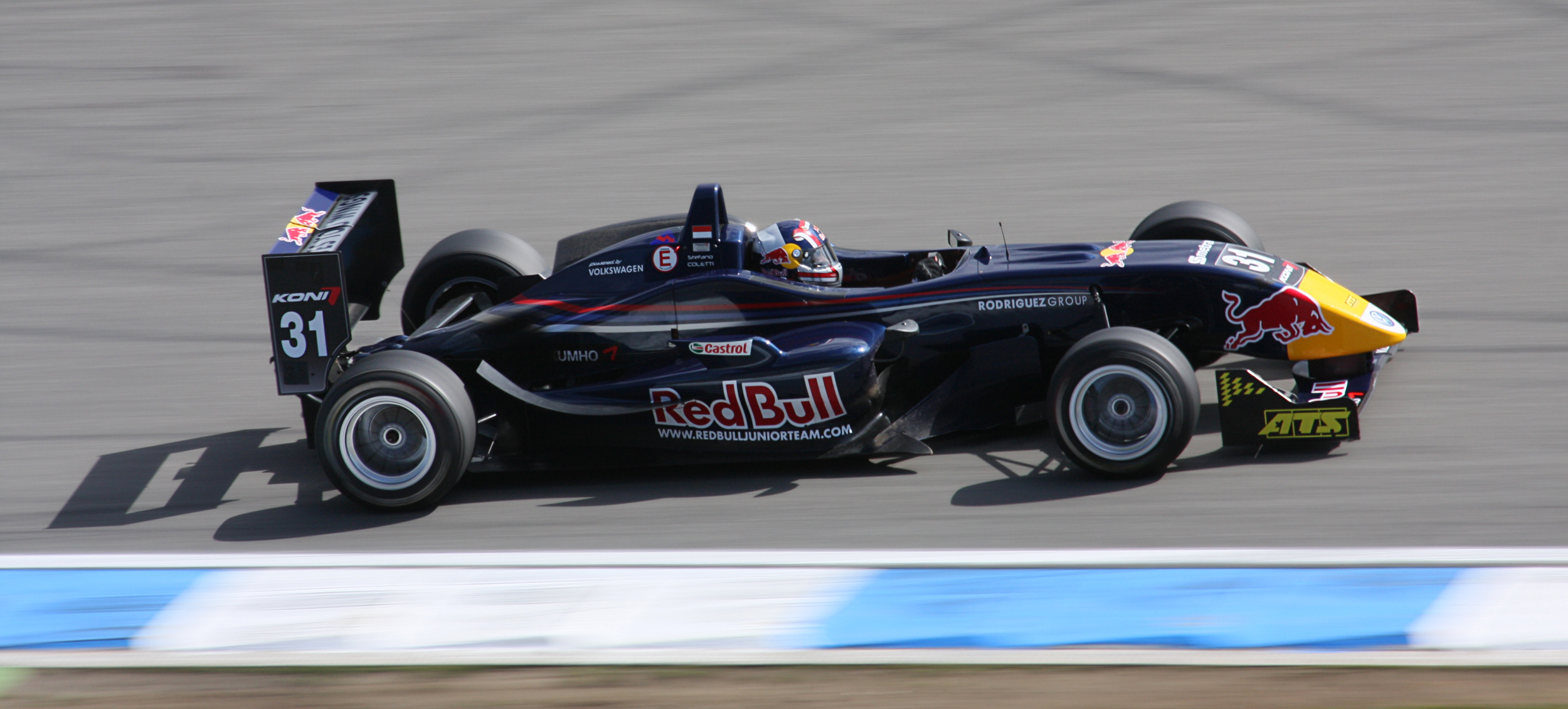
Monopost Formule 3

Formule 3 (zkráceně F3) jsou série automobilových závodů pro monoposty na okruhu.

## Aktuální série
Mistři těchto sérií získávají superlicenci od mezinárodní automobilové federace (FIA).
| Název série                          | Zóna/země          | Aktivní roky                     | Další informace |
| ------------------------------------ | ------------------ | -------------------------------- | --- |
| FIA Mistrovství Formule 3            | Celý svět          | 2019-dosud                       | Vznikl spojením GP3 Series a FIA Mistrovství Evropy Formule 3.                                                                          |
| Mistrovství Asie Formule 3           | Asie               | 2018-dosud                       | |
| Regionální mistrovství Ameriky       | Severní Amerika    | 2018-dosud                       | Do roku 2019 byl název F3 Americas. |
| Regionální mistrovství Evropy        | Evropská unie      | 2019-dosud                       | |
| Regionální mistrovství Japonska      | Japonsko           | 2020-dosud                       | |
| Formula Renault Eurocup              | Evropská unie      | 2019-dosud                       | Od roku 2019 série používá podvozek Formule 3 a nový 1,8litrový přeplňovaný motor.                                                      |
| Euroformule Open Championship        | Evropská unie      | 2009-dosud                       | Dříve European F3 Open, který nahradil Španělskou Formuli 3.                                                                            |
| Super Formula Lights                 | Japonsko           | 1979-dosud                       | Do roku jako Japonská Formule 3. Od roku 2020 série přijala předpisy Euroformula Open Championship, kvůli kterým se změnil název série. |
| Toyota Racing Series                 | Nový Zéland        | 2005-dosud                       | Série od roku 2020 přejde na regionální podvozek používaný v Reginonálním mistrovství Evropy.                                           |
| W Series                             | Celý svět          | 2019-dosud                       | Šampionát kde mohou závodit pouze ženy.                                                                                                 |
| BRDC Formule 3                       | Spojené království | 2016-dosud                       | Přestože je v názvu Formule 3, jsou používané vozy pro Formuli 4.                                                                       |
| Australská Formule 3 premier series  | Austrálie          | 2016-dosud                       | Nahradil Australskou Formuli 3. |
| Formule Renault Asiacup              | Asie               | 2020-dosud                       | Série od roku 2020 přejde na regionální podvozek používaný v Reginonálním mistrovství Evropy.                                           |
| Rakouský Formule 3 pohár             | Rakousko           | 1982, 1984-dosud                 | |
| Švýcarská Formule 3                  | Švýcarsko          | 1978–2008, 2014-dosud            | |
| Mistrovství Střední Evropy Formule 3 | Střední Evropa     | 1994–2005, 2016-dosud            | |
| MotorSport Vision Formule 3 Cup      | Spojené království | 2011-dosud                       | Amatérská závodní série, používající starší vozy.                                                                                       |
| F2000 Italský pohár                  | Itálie             | 2014-dosud                       | Dříve známý jako F2 Italian Trophy. Série používá starší vozy a motory Formule 3.                                                       |
| Chilská Formule 3                    | Chile              | 1972-1974, 1976-2012, 2016-dosud | |

## Zaniklé série
| Název série                               | Zóna / země        | Aktivní roky                    | Další informace |
| ----------------------------------------- | ------------------ | ------------------------------- | --- |
| Německá Formule 3                         | Německo            | 1950–1953, 1971-2014            | Hlavní série se roce 2003 sloučil do F3 Euroseries, od roku 2004 pokračoval šampionát nižší úrovně.                                         |
| Britská Formule 3                         | Spojené království | 1951–1961, 1964-2014            | |
| Italská Formule 3                         | Itálie             | 1958–1966, 1968-2012            | |
| FIA Mistrovství Evropy Formule 3          | Evropa             | 1975–1984, 2012-2018            | Nahradil FIA Formule 3 Mezinárodní pohár a F3 Euroseries. V roce 2019 se šampionát spojil s GP3 Series a vzniklo FIA Mistrovství Formule 3. |
| F3 Euroseries                             | Evropská unie      | 2003-2012                       | Začleněna do FIA Mistrovství Evropy Formule 3 od roku 2013.                                                                                 |
| FIA Formule 3 Mezinárodní pohár           | Celý svět          | 2011                            | Šampionátem byl nahrazen Mistrovstvím Evropy Formule 3.                                                                                     |
| Španělská Formule 3                       | Španělsko          | 2001-2008                       | Série byla nahrazena sérií European F3 Open Championship, která se později změnila na Euroformule Open Championship.                        |
| Jihoamerická Formule 3                    | Jižní Amerika      | 1987-2013                       | Série byla nahrazena Brazilskou Formulí 3.                                                                                                  |
| Brazilská Formule 3                       | Brazílie           | 1989-1995, 2014-2017            | |
| Francouzská Formule 3                     | Francie            | 1964–1973, 1978–2002            | Sloučila se s Německou Formulí 3 a vznikla F3 Euroseries.                                                                                   |
| Belgická Formule 3                        | Belgie             | 1964-1967                       | |
| Švédská Formule 3                         | Švédsko            | 1964–1994, 1997–2000            | |
| Dánská Formule 3                          | Dánsko             | 1949–1966, 1976–1977            | |
| Norská Formule 3                          | Norsko             | 1999–2000                       | |
| Skandinávská & Severní Formule 3          | Skandinávie        | 1984–1985, 1992–2001            | |
| Finská Formule 3                          | Finsko             | 1958–1960, 1984–1986, 2000-2010 | Dříve Finská Formule 3. |
| Severoevropský Formule 3 Cup              | Severní Evropa     | 2008-2009                       | |
| Ruská Formule 3                           | Rusko              | 1997–2002, 2008                 | |
| Řecká Formule 3                           | Řecko              | 1990–2002                       | |
| Turecká Formule 3                         | Turecko            | 1994-2006                       | |
| Středoevropský Formule 3 Cup              | Střední Evropa     | 1994–2005                       | |
| Východoněmecká Formule 3                  | Východní Německo   | 1950–1958, 1964–1972            | |
| Asijská Formule 3                         | Asie               | 2001–2008                       | V letech 2007-2008 také známá jako Asijská Formule 3 Pacifik Series.                                                                        |
| Formule 3 USA                             | USA                | 2000–2001                       | |
| Mexická Formule 3                         | Mexiko             | 1990–2002                       | |
| Mexická Formule 3                         | Mexiko             | 1990–2003                       | |
| Mexická Formule 3 Mezinárodní mistrovství | Mexiko             | 1990–2003                       | |
| BRSCC ARP Formule 3                       | Spojené království | 1990-2005                       | |
| Australská Formule 3                      | Austrálie          | 2001-2015                       | V roce 2016 byla nahrazena Australskou Formulí 3 premier series.                                                                            |
| Formule 3 Lites                           | USA                | 2015                            | |

## Speciální závody
| Název závodu                     | Zóna / země   | Aktivní roky                       | Další informace                                     |
| -------------------------------- | ------------- | ---------------------------------- | --------------------------------------------------- |
| Masters of Formula 3             | Nizozemsko    | 1991-2016                          |                                                     |
| Macau Grand Prix                 | Macao         | 1983 - dosud                       | Také známý jako FIA Formule 3 Intercontinental Cup. |
| F3 Brazílie Open                 | Brazil        | 2010-2014                          |                                                     |
| Pau Grand Prix                   | Francie       | 1999–2006, 2011-2012, 2014 - dosud | Součást FIA Evropského mistrovství Formule 3.       |
| Korea Super Prix                 | Jižní Korea   | 1999–2004                          |                                                     |
| Monako Formule 3 Grand Prix      | Monako        | 1950, 1959–1997, 2005              | Podpora od Formule 1.                               |
| Mistrovství Evropy Formule 3 Cup | Evropská unie | 1985–1990, 1999–2004               |                                                     |
| Formule 3 Fuji pohár             | Japonsko      | 1990-1993                          |                                                     |
| Eastside 100                     | Německo       | 2005-2006                          |                                                     |